# Водица (Тырговиштская область)
Водица (болг. Водица) — село в Болгарии. Находится в Тырговиштской области, входит в общину Попово. Население составляет 602 человека (2022).

## Политическая ситуация
В местном кметстве Водица, в состав которого входит Водица, должность кмета (старосты) исполняет Иван Георгиев Иванов (Болгарская социалистическая партия (БСП)) по результатам выборов.
Кмет (мэр) общины Попово — Людмил Веселинов (коалиция в составе 2 партий: Федерация Активного Гражданского Общества (ФАГО), Гражданский союз за новую Болгарию (ГСНБ)) по результатам выборов.